# Traitafina
Die Traitafina AG mit Sitz in Lenzburg ist ein Schweizer Lebensmittelhersteller. Das Unternehmen produziert Frischfleisch, Wurst- und Fleischwaren, Comestibles, Traiteurspezialitäten, Salatsaucen und Fertiggerichte. Traitafina beschäftigt 300 Mitarbeiter und erwirtschaftete 2011 einen Umsatz von 140 Millionen Schweizer Franken. 

## Geschichte
Das Unternehmen wurde 1998 neu gegründet, nachdem die alte Traitafina 1993 in die Hero Gruppe überführt. 1998 kaufte Hermann Bader mit zwei Partnern 51 Prozent des Geschäftsbereiches Fleischverarbeitung von Hero ab und diversifizierte in der Folge das Unternehmen auf verschiedene Bereiche.
2008 wurde Hermann Bader mit dem Agro-Star Suisse ausgezeichnet.
Die Traitafina AG gehört zu der Heba Food Holding AG, welche auch beabsichtigt die Saviva AG zu übernehmen. Am 27. November 2020 hat die Heba Food Holding und die Migros den entsprechenden Aktienkaufvertrag unterzeichnet. Die Aktien sollen, vorbehältlich der Zustimmung durch die Wettbewerbskommission, voraussichtlich im Januar 2021 übernommen werden.